# Jožef Prelesnik
Jožef (Jože) Prelesnik je slovenski zločinec (povratnik), ponarejevalec denarja. * 23. februar 1832, Cesta, Dobrepolje; † 10. februar 1898, Videm, Dobrepolje.

## Življenje in dejavnost
Bil je sin kmečkih staršev, oče je bil Jožef st., mati je bila Marija (rojena Lubi). Njegov nečak je bil pesnik in pisatelj Matija Prelesnik.
Bil je izobražen človek, ki je končal sedem razredov gimnazije v Ljubljani ter se učil tudi italijansko in francosko. Nekaj časa je bil v vojski, potem je dezertiral. Zaradi ponarejanja denarja je bil večkrat zaprt, vendar je vedno pobegnil. Zaradi tega je o njem nastalo več legend o njegovih nadnaravnih lastnostih, zapisal jih je Janez Trdina. Sloves o Prelesnikovih sposobnostih in pretkanosti je segel po vsej Dolenjski. Po ljudskem mitu je nenadoma obogatelemu človeku denar dal Prelesnik.
Prelesnikova podoba je navdihnila mnogo slovenskih pisateljev, med drugimi Stritarja, Trdino, Detelo in Medveda.